# Iso-Liettinen
Iso-Liettinen är en ö i Finland. Den ligger i sjön Kankarinjärvi och i kommunen Kihniö i den ekonomiska regionen  Nordvästra Birkalands ekonomiska region  och landskapet Birkaland, i den sydvästra delen av landet, 240 km norr om huvudstaden Helsingfors. Öns area är 2,8 hektar och dess största längd är 390 meter i nord-sydlig riktning.